# Chris Martin
Christopher Anthony John Martin (Exeter, Inglaterra, 2 de marzo de 1977) es un cantante, compositor, músico y productor británico, conocido principalmente por ser el vocalista, pianista y cofundador de la banda de rock Coldplay.
Martin nació en Exeter y en su infancia vivió brevemente en Zimbabue. Estudió en instituciones como Exeter Cathedral School y Sherborne School, donde desarrolló su interés por la música. Luego asistió a la University College de Londres y se graduó con honores en griego y latín. Allí conoció a Jonny Buckland, Guy Berryman y Will Champion, con quienes fundó Coldplay. En 1999, firmaron con Parlophone y alcanzaron fama mundial con su primer álbum Parachutes (2000) y grabaciones posteriores. Es ganador de siete premios Grammy y nueve premios Brit. Con más de 100 millones de discos vendidos, se convirtieron en la banda más exitosa de las últimas décadas. The Independent y Evening Standard lo incluyeron entre las figuras más influyentes del Reino Unido y American Songwriter lo reconoció como uno de los «mejores cantantes masculinos» de su generación.
Más allá de liderar Coldplay, Martin construyó una carrera sólida al colaborar con múltiples artistas de diversos géneros musicales. En televisión, ha realizado principalmente cameos en los que se interpreta a sí mismo, mientras que en el ámbito cinematográfico participó en documentales musicales, además de tener breves intervenciones en películas como Shaun of the Dead y Brüno. De igual forma, compuso una canción para el filme Country Strong (2010), que estuvo entre las candidatas al premio Óscar a mejor canción original. Sus influencias incluyen a Travis, banda que inspiró la formación de Coldplay, al igual que Radiohead, a-ha y U2, que marcaron su desarrollo artístico. Declaró admirar a músicos como Richard Ashcroft, Jeff Buckley, Morrissey y Michael Stipe, y reveló que entre sus grupos favoritos se encuentran Oasis, Muse, Depeche Mode, Arcade Fire y Take That.
Desde sus primeros años como artista, vinculó su carrera a causas humanitarias y sociales. Participó en campañas contra el sida, la pobreza infantil y el cambio climático, trabajó con organizaciones como Oxfam, War Child y Artists Against AIDS Worldwide, y promovió el comercio justo tras visitar India, Ghana y Haití. Además, apoyó conciertos benéficos como Sound Relief (2009), 12/12/12 (2012) y One Voice: Somos Live! (2017). En alianza con Greenpeace, defendió causas medioambientales, y desde 2015 dirige creativamente el Global Citizen Festival en apoyo a los Objetivos de Desarrollo Sostenible de la ONU, compromiso que mantendrá hasta 2030. También en 2015, asumió el rol de embajador del Innocence Project, que defiende a personas condenadas injustamente.
Martin ha manifestado su postura política a través del respaldo a candidatos progresistas como John Kerry y Barack Obama, la oposición a la guerra de Irak y el apoyo a la permanencia del Reino Unido en la Unión Europea. Desde joven, convive con tinnitus y promueve la protección auditiva. Además, apoya la salud mental. Se casó con Gwyneth Paltrow en 2003 y tuvieron dos hijos. Tras una década de matrimonio, anunciaron su separación en 2014 y se divorciaron en 2016. Más tarde, Martin mantuvo vínculos sentimentales con las actrices Annabelle Wallis y Dakota Johnson, con quien se comprometió en 2024, pero terminaron su relación en junio de 2025.

## Biografía

### Primeros años

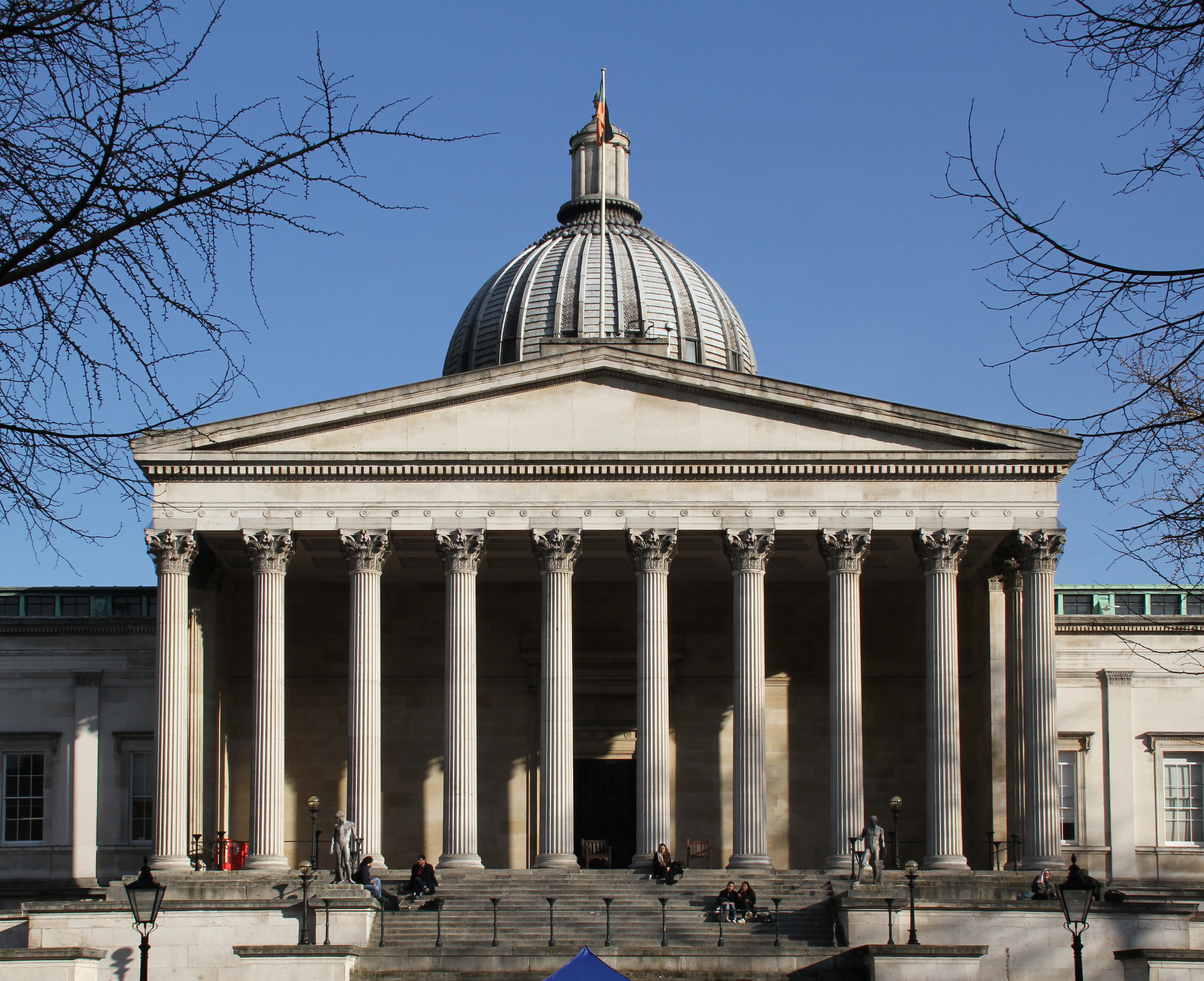
University College de Londres, institución a la que asistió Martin.

Christopher Anthony John Martin nació el 2 de marzo de 1977 en Exeter, Devon, Inglaterra. Es el mayor de cinco hermanos. Su padre, Anthony John Martin, es un contador público jubilado, y su madre, Alison Martin, nació en Zimbabue y fue profesora de música. Su familia fundó en 1929 el negocio de venta de casas rodantes y autocaravanas Martin’s of Exeter, creado por su abuelo John Besley Martin, quien recibió la distinción de Comandante de la Orden del Imperio Británico (CBE) y ocupó cargos honoríficos como el de High Sheriff —representante ceremonial del monarca en temas judiciales— y alcalde de Exeter en 1968. Su tatarabuelo, William Willett, promovió el horario de verano hasta lograr que se reconociera como práctica oficial.
Martin vivió con su familia en Zimbabue cuando tenía diez años, y más tarde asistió a las escuelas Hylton y Exeter Cathedral, donde descubrió su pasión por la música, y formó su primera banda llamada The Rocking Honkies. Alrededor de los siete años, recibió un ukelele como regalo tras un viaje de sus padres a Venecia, quienes lo animaron a aprender a tocarlo. Fue criado en la religión anglicana; asistían tanto a la capilla Belmont como a la iglesia cristiana evangélica independiente de la ciudad. Cursó la educación secundaria en Sherborne School, donde conoció a Phil Harvey, futuro mánager de Coldplay. Antes de entrar a la universidad en Inglaterra, trabajó en Shed Studios, donde producía jingles para obras teatrales del St. George's College de Harare. Luego ingresó a la University College de Londres, y obtuvo una licenciatura con honores de primera clase en griego y latín. Durante esa etapa, conoció a Jonny Buckland, Guy Berryman y Will Champion.

## Carrera

### Coldplay

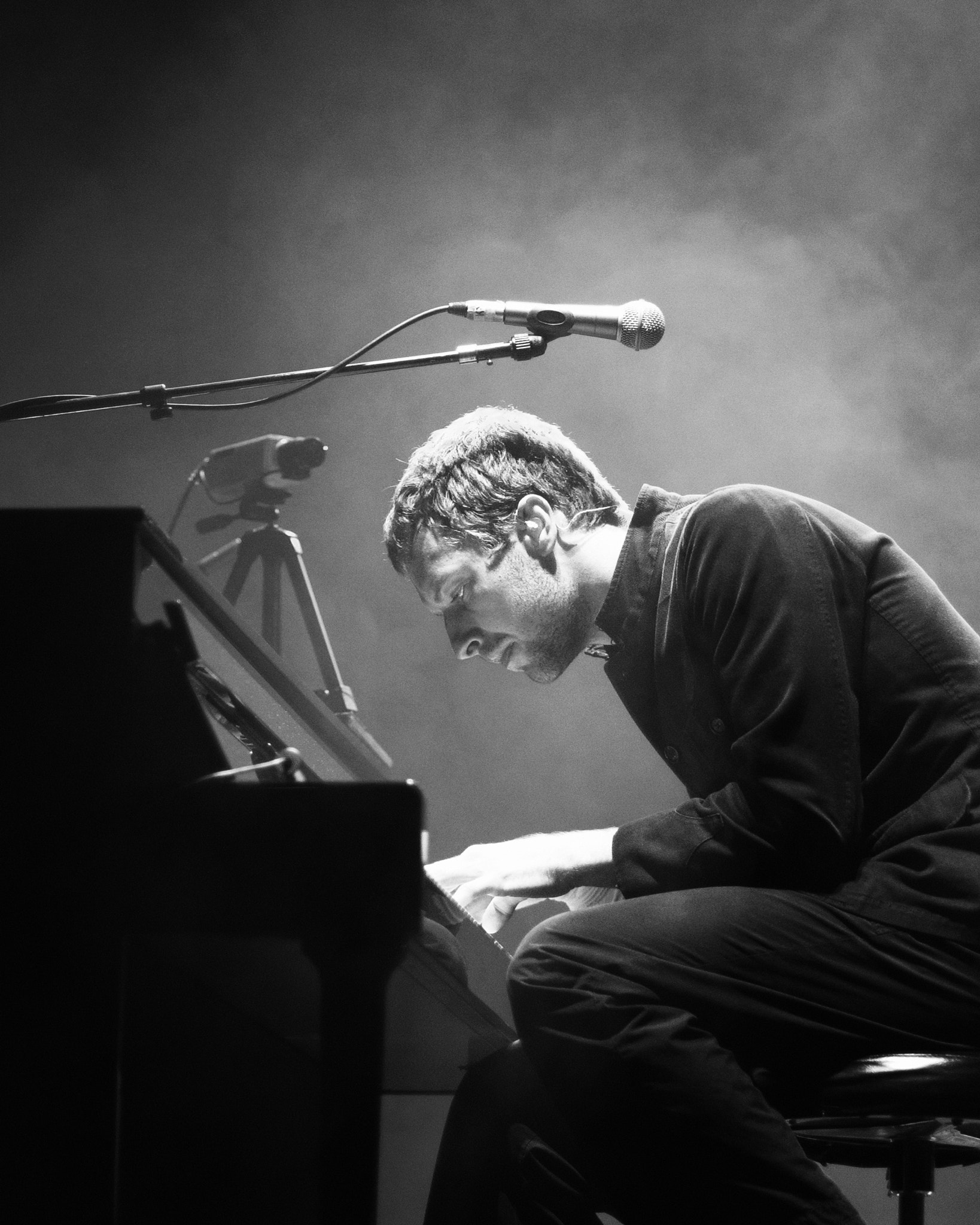
Martin durante un concierto del A Rush of Blood to the Head Tour en octubre del año 2002.

Martin cofundó la banda junto con Buckland, a quien conoció en la semana de orientación en la University College de Londres, en 1996. Pasaron el resto del año planificando el proyecto y, a principios de 1997, comenzaron a escribir sus primeras canciones y se reunían cada noche para ensayar.
Meses después se les unió Berryman, y grabaron varias maquetas sin contar aún con un baterista. En noviembre, el trío adoptó el nombre Big Fat Noises. En 1998, se presentaron como Starfish «de manera apresurada», ya que Champion agendó su primer concierto en The Laurel Tree pocos días después de haberse integrado al grupo. Semanas más tarde, eligieron el nombre definitivo: Coldplay. La sugerencia vino de un amigo de la universidad, Tim Crompton, quien consideró usarlo para su propia banda tras encontrar un ejemplar del libro Child's Reflections, Cold Play (1997), de Philip Horky, aunque finalmente descartó la idea.
Desde el lanzamiento de su álbum debut, Parachutes, en 2000, la banda alcanzó fama y éxito a nivel internacional. Su canción «Yellow», incluida en ese disco, alcanzó el cuarto puesto en la lista de éxitos británica y marcó el inicio de su popularidad. A partir de entonces, Martin lideró la publicación de diez álbumes de estudio y guio a la banda en una evolución sonora que incorporó elementos de rock alternativo, pop rock, art pop, synth pop y música electrónica. Con él al frente, el grupo emprendió ocho giras mundiales y se consolidó entre los más exitosos del siglo XXI.

### Colaboraciones y tributos
Martin ha colaborado con artistas como Ron Sexsmith, Faultline, The Streets e Ian McCulloch. En 2002, circularon rumores sobre una posible relación con la cantautora portuguesa-canadiense Nelly Furtado, después de que compartieran escenario en el Festival de Glastonbury. Tres años después, en 2005, grabaron «All Good Things (Come to an End)», presentado en Loose (2006), álbum de Furtado. El interés de Martin por el hip hop se reflejó al año siguiente, cuando se unió a Jay-Z en el disco Kingdom Come (2006), poco después de conocerse, y le envió unos acordes para una canción titulada «Beach Chair». El 27 de septiembre de ese mismo año, la presentaron en vivo en un concierto en el Royal Albert Hall como parte de la gira europea del rapero. Más tarde, trabajó con Kanye West en una colaboración informal durante un concierto en Abbey Road Studios, donde cantó el estribillo de «Homecoming», que se incluyó en Graduation (2007).
El 6 de junio de 2015, interpretó «Til Kingdom Come» durante la misa fúnebre de Beau Biden, hijo del entonces vicepresidente de Estados Unidos, Joe Biden, al saber que era admirador suyo. En febrero de 2017, homenajeó a George Michael con una adaptación de «A Different Corner» en los premios Brit, y en agosto del mismo año ofreció una versión en piano de «Crawling», de Linkin Park, en honor a Chester Bennington, fallecido un mes antes. Durante el segmento In Memoriam en la 67.ª edición de los Premios Grammy, rindió tributo a destacadas figuras de la música que fallecieron entre 2024 y 2025 e interpretó «All My Love».

#### Otras apariciones

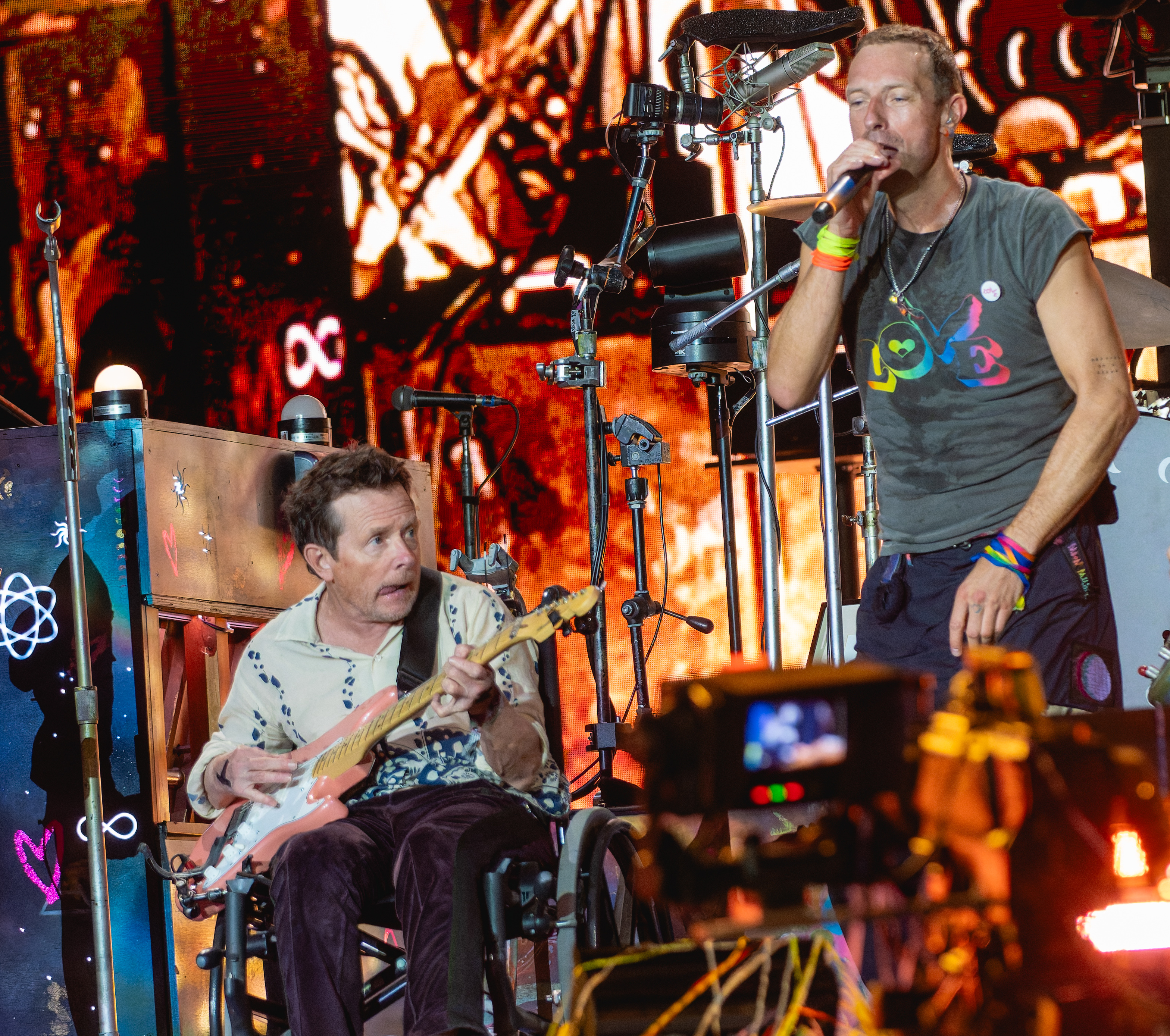
Michael J. Fox tocando la guitarra junto a Martin durante la presentación de Coldplay en el Festival de Glastonbury de 2024.

A finales de 2004, participó en el sencillo benéfico «Do They Know It's Christmas?» de Band Aid 20 y se encargó de una parte de la voz principal. En abril de 2014, acompañó a Peter Gabriel en su ingreso al Salón de la Fama del Rock and Roll y se unió a él durante la ceremonia. También ese año, contribuyó en la primera edición de los Invictus Games, para lo cual creó el himno oficial de la ceremonia de apertura, titulado «I Am», y trabajó en el estudio junto con el príncipe Harry, un coro y una orquesta. Para componerlo, se inspiró en el poema Invictus del siglo XIX.
Meses más tarde, cantó una versión orquestada de «God Only Knows» de The Beach Boys para el lanzamiento en radio y televisión del canal BBC Music. En el videoclip salió brevemente al igual que otros artistas, entre ellos Brian Wilson, Pharrell Williams, Emeli Sandé, Elton John, Lorde, Stevie Wonder, Kylie Minogue, Chrissie Hynde, Brian May, Jake Bugg, Florence Welch, Paloma Faith, Dave Grohl y Sam Smith. En marzo de 2015, participó por videollamada en la presentación televisada de la plataforma de música en streaming Tidal, donde se anunció como uno de los accionistas, junto con otros artistas reconocidos. El 29 de junio de 2024, durante la presentación de Coldplay en el Festival de Glastonbury, Martin invitó a Michael J. Fox al escenario. El actor tocó la guitarra en las canciones «Humankind» y «Fix You», y al finalizar, el vocalista declaró que Back to the Future fue la principal razón por la que formaron la banda.

### Cine y televisión

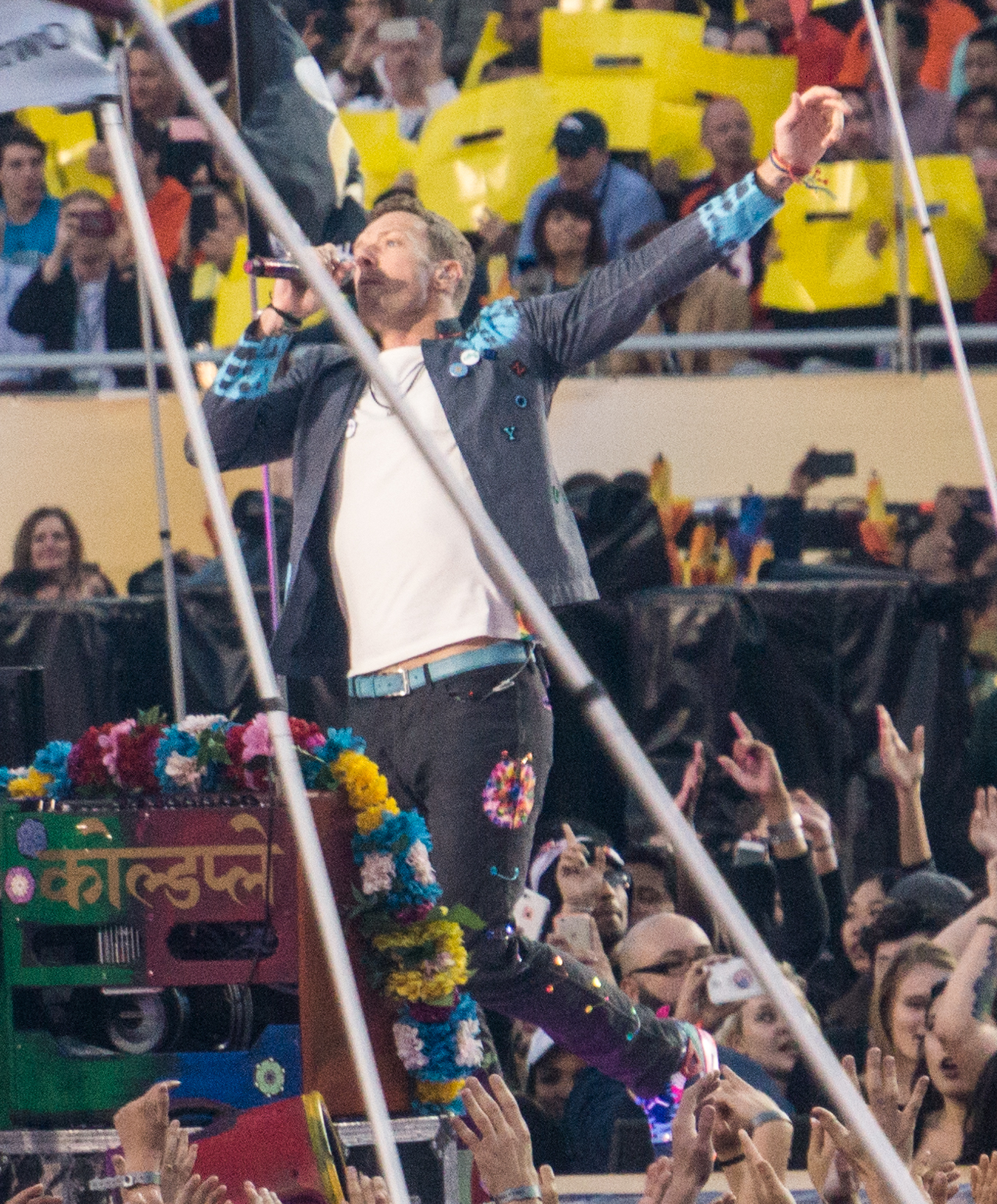
Martin durante el espectáculo de medio tiempo del Super Bowl 50, celebrado en febrero de 2016. El evento fue transmitido a nivel internacional por televisión.

Martin actuó en diversas producciones televisivas, tanto de ficción como de entretenimiento. En 2006, interpretó una versión de sí mismo en el cuarto episodio de la segunda temporada de Extras, serie creada por Ricky Gervais, y prestó su voz en el episodio «Million Dollar Maybe» de la vigesimoprimera temporada de Los Simpson, emitido en 2010. En 2014, participó en Saturday Night Live durante el episodio 764 de la trigésima novena temporada, y dos años después encabezó el espectáculo de medio tiempo del Super Bowl 50, celebrado en febrero de 2016, junto con Beyoncé y Bruno Mars. Ese mismo año, apareció en la segunda temporada del reality cómico Barely Famous, transmitido por VH1. En 2017, tuvo una breve participación en el episodio «Brushes with Celebrity» de la serie Modern Family, y en 2020 figuró en el capítulo «The Surprise Party» de la décima temporada de Curb Your Enthusiasm.
Su presencia en el cine se concentró en documentales y actuaciones especiales, donde habitualmente apareció como él mismo. En 2003, salió como invitado en Mayor of the Sunset Strip, un documental sobre la figura de Rodney Bingenheimer. Al año siguiente, hizo un cameo junto con Buckland; ambos aparecieron como zombis en la comedia británica Shaun of the Dead, donde actuaba como simpatizante de la organización ficticia ZombAid. Además, tuvo una corta intervención en Brüno (2009), sátira dirigida por Larry Charles, y cantó en los créditos finales de la película junto con Bono, Sting, Slash, Snoop Dogg y Elton John. A su vez, protagonizó documentales musicales, entre ellos Coldplay Live 2012, centrado en el Mylo Xyloto Tour de 2011, y Coldplay: A Head Full of Dreams (2018), que repasaba dos décadas de la banda. En 2017, fue incluido en True Stories, el documental del DJ y productor Avicii, y más tarde apareció en producciones como The Chainsmokers: Memories (2018), Camden (2024) y Avicii – I'm Tim (2024), centrado en la vida del productor sueco. También colaboró en Music by John Williams (2024), un homenaje audiovisual al compositor estadounidense.

## Arte

### Voz y otros instrumentos

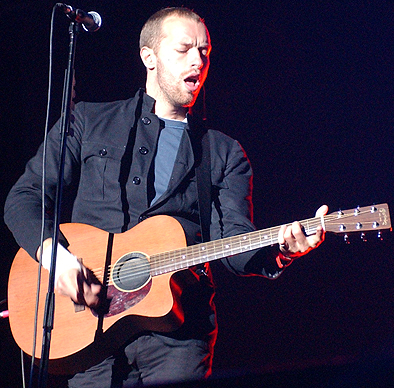
Martin durante el A Rush of Blood to the Head Tour en 2003, interpretando una canción con una guitarra acústica de la marca Martin.

Martin posee un registro vocal de barítono, con una extensión estimada de entre dos y tres octavas, similar a la de otros artistas como Elvis Presley, Cheryl Cole y Beyoncé. El uso del falsete, por ejemplo, se convirtió en una de sus marcas distintivas, especialmente en baladas como «The Scientist» o «Fix You», donde emplea este recurso para intensificar la carga emocional. Desde su álbum debut, recurrió a esta técnica vocal en varios pasajes melódicos. En canciones como «Midnight», Al Horner, de la revista NME, comparó su interpretación con la de artistas como Bon Iver, debido al tratamiento digital de la voz. Citó a Thom Yorke, Jeff Buckley y Radiohead como referencias vocales, y expresó que el falsete fue una herramienta que comenzó a desarrollar desde su adolescencia.
Si bien se desempeña como vocalista y pianista de Coldplay, también toca otros instrumentos. Comenzó a estudiar el teclado a los once años bajo la guía de su maestro Steven Tanner, y desde entonces desarrolló una relación cercana con el instrumento. Por otra parte, la armónica forma parte del repertorio que suele utilizar en directo, como ocurrió durante algunas presentaciones del A Rush of Blood to the Head Tour, en particular en «Don't Panic», que hizo parte del álbum en vivo Live 2003, y aparece con ella colgada al cuello en el videoclip de «A Sky Full of Stars» (2014), junto a otros elementos musicales. En Moon Music (2024), figura en los créditos como intérprete de teclados y percusión, además de participar en algunas pistas con la guitarra.
Entre las guitarras acústicas que utiliza se encuentran la Martin D‑15M, D‑28 y 00‑15; esta última se empleó durante las sesiones grabadas en Jordania y también aparece en el videoclip de «Orphans». Otros modelos recurrentes son la Gibson J‑200 y la Takamine EN15, visible en el video musical de «Shiver». En el ámbito eléctrico, recurre a guitarras Fender Telecaster Deluxe y Fender Stratocaster, presentes tanto en grabaciones como en sus actuaciones en vivo. En cuanto a teclados, ha tocado modelos como el Yamaha CP70 y el Yamaha GT20, este último utilizado durante el Mylo Xyloto Tour. Además, incorpora sintetizadores como el Nord Electro 2 y otros teclados de la marca Korg, según lo documentado en registros técnicos.

### Composición

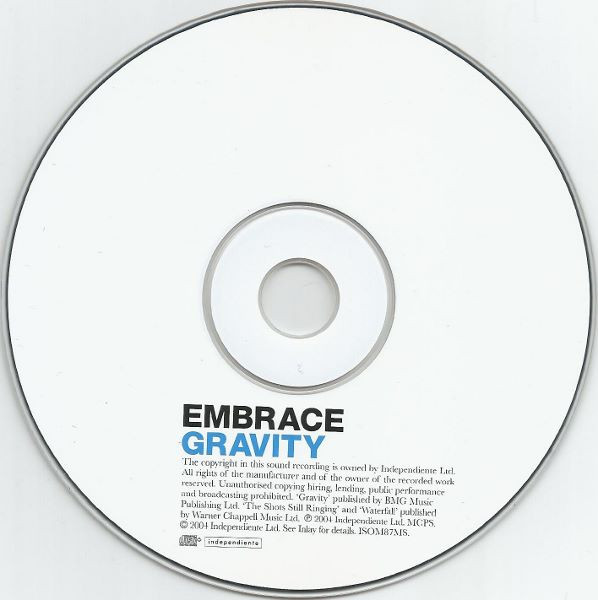
«Gravity», tema escrito y cedido por Martin para Embrace, que salió como sencillo principal de su álbum Out of Nothing (2004). Coldplay lanzó su propia versión como lado B de «Talk» en 2005.

Aparte de componer temas tanto dentro como fuera de Coldplay, ha escrito canciones para varios artistas. En 2002, colaboró con Faultline en los temas «Where Is My Boy?» y «Your Love Means Everything Part 2». En 2004, compuso «Gravity» para Embrace y coescribió «See It in a Boy’s Eyes» para Jamelia. Un año después, participó en la escritura de «What Ever Happened to the Cosmic Kid?» para la compilación The Electric Institute, lanzada bajo el nombre de Beetlejuice, que reunió a varios artistas de la época, entre ellos Alex Bond, Dan Keeling y Kirk Degiorgio.
Firmó como coautor la canción «Homecoming» de Kanye West en 2007 y escribió «Want» para Natalie Imbruglia en 2009. Para la película Country Strong (2010), compuso «Me and Tennessee», que la Academia de Artes y Ciencias Cinematográficas consideró entre los candidatos al premio a mejor canción original en la 83.ª edición de los Óscar. Cuatro años más tarde, trabajó junto con Cat Power en «Wish I Was Here» (2014), y en 2015 colaboró en el tema navideño «Every Day’s Like Christmas» de Kylie Minogue. Ese mismo año, compuso y grabó dos canciones con Avicii: «True Believer», incluida en Stories (2015), y «Heaven», que se publicó de forma póstuma en Tim (2019).
En 2017, fue autor de «Homesick», incluida en el álbum debut de Dua Lipa, y participó en la escritura de «Sondela Forever» (2020) de Muzi, «Monsters You Made» (2020) de Burna Boy, «Love Is a Mighty River» (2021) de Merry Clayton, y «Riptide» (2022) de The Chainsmokers. En 2025, coescribió junto con Stromae y Pomme el tema «Ma Meilleure Ennemie», que apareció en la segunda temporada de Arcane.

### Influencias

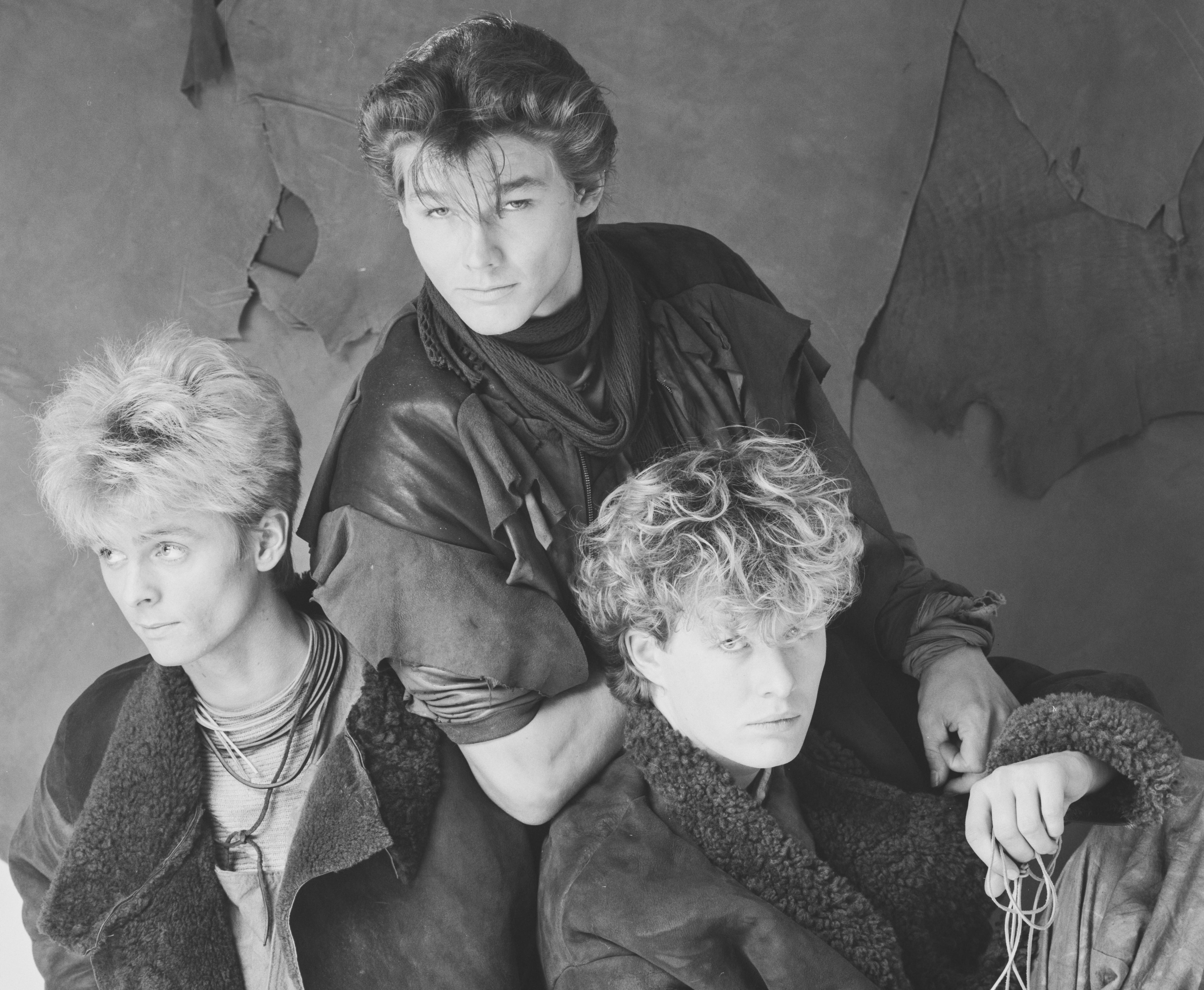
Martin reconoció en varias ocasiones su admiración por la banda noruega a-ha, a la que consideró una referencia significativa en su trayectoria artística.

Una de las principales influencias de Martin fue la banda escocesa Travis; de hecho, el cantante afirmó que la formación de su grupo fue gracias a ellos. También nombró a Radiohead como una parte importante en su música, y siempre dejó clara su admiración por la banda noruega de synth-pop a-ha. En una entrevista de 2005, comentó: «Estaba en Ámsterdam el otro día y puse su primer disco. Recordé cuánto me gustaba. Es una composición increíble. Todos preguntan qué nos inspira, de dónde sacamos ideas o qué escuchábamos de chicos. [...] La primera banda que amé fue a-ha». Relató además que, antes de tener sus propios éxitos, interpretaban canciones de ellos en sus conciertos. En 2008, durante un recital celebrado en el Oslo Spektrum de Noruega, actuó en vivo con el tecladista del grupo Magne Furuholmen, a quien describió como «el mejor tecladista del mundo», e interpretaron «Hunting High and Low».
Análogamente, mencionó a U2 como un elemento clave, tanto a nivel musical como político. Coldplay presentó «Nightswimming» de R.E.M. junto a Michael Stipe en su aparición en el programa musical Austin City Limits en 2005, como parte de la gira Twisted Logic Tour. Martin llegó a considerar ese tema como «la mejor canción jamás escrita».
Por otra parte, expresó que Richard Ashcroft, exvocalista de The Verve, es «el mejor cantante del mundo», y declaró admirar las letras de Morrissey y Jay-Z. En una ocasión, calificó «Shiver» de Coldplay como una copia de «Grace», pieza del músico estadounidense Jeff Buckley. En 2008, se lanzó un video alternativo para «Viva la vida» —dirigido por Anton Corbijn— como homenaje a su clip de 1990 para «Enjoy the Silence», de la banda británica Depeche Mode. En él, Martin aparece disfrazado de rey, al igual que Dave Gahan en el vídeo original. Entre sus otras bandas favoritas se encuentran Oasis, Muse, Westlife, Girls Aloud, Take That y Arcade Fire.

## Otras actividades

### Filantropía y activismo
En octubre de 2001, salió a la venta el disco benéfico What's Going On, acreditado al colectivo Artists Against AIDS Worldwide, con doce variaciones del clásico de Marvin Gaye. En la canción «What's Going On (The London Version)» participaron Martin, Brian Eno y Bono de U2, quien además se encargó de la producción, mientras que el músico The Edge tocó el bajo, las guitarras y aportó los coros. En 2002, mostró su apoyo a la sede de Oxfam en India y viajó personalmente junto con Freida Pinto para combatir la pobreza y promover la educación infantil en el país.
A lo largo de 2006 y 2007, mostró un fuerte compromiso con el comercio justo y colaboró con la campaña Make Trade Fair. Viajó a Ghana y Haití para reunirse con agricultores y conocer de cerca las consecuencias de las prácticas comerciales injustas. Durante el Twisted Logic Tour, solía escribir frases como «Make Trade Fair», «MTF» o el símbolo de igualdad (=) en el dorso de su mano izquierda. Del mismo modo, colocaba las siglas «MTF» en su piano como forma de protesta. En 2009, hizo público su apoyo a la fundación caritativa War Child durante una presentación en el teatro O2 Shepherd's Bush Empire, donde compartió escenario con Bono y Brandon Flowers de The Killers. Ese mismo año, en una gira por Australia, él y el resto de la banda participaron como acto de apertura en el concierto Sound Relief, celebrado en el estadio Sydney Cricket Ground, organizado para recaudar fondos para las víctimas de los incendios forestales y las inundaciones en Victoria y Queensland.
El 12 de diciembre de 2012, interpretó tres canciones —incluida «Losing My Religion» junto con Michael Stipe— durante el concierto benéfico 12/12/12, con el objetivo de financiar labores de ayuda a los damnificados por el huracán Sandy. En noviembre del año siguiente, versionó «Perfect Day» de Lou Reed para una subasta caritativa organizada por la fundación RED. Desde 2013, apoya públicamente al movimiento sin fines de lucro Love Button Global Movement al usar su distintivo botón en la ropa. El 15 de noviembre de 2014, se unió al grupo solidario Band Aid 30 y participó en una reedición de «Do They Know It's Christmas?» con artistas del pop británico e irlandés. La grabación, que tuvo lugar en los estudios Sarm West de Notting Hill (Londres), buscaba apoyar económicamente los esfuerzos contra la crisis del ébola en África occidental. Fue la segunda vez que formó parte de una grabación de Band Aid, luego de colaborar en la edición de 2004. Entre 2014 y 2015, se sumó como modelo a la campaña Save the Arctic de Greenpeace, organizada por Vivienne Westwood, junto a figuras como Paloma Faith, Kate Moss y George Clooney.
Asesorado por Bob Geldof, Martin asumió el cargo de director creativo del recién creado Global Citizen Festival en 2015. Desde entonces, estuvo presente en distintas ediciones, ya fuera con su banda o junto con otros artistas. Este compromiso se extenderá hasta 2030, como parte del apoyo a los Objetivos de Desarrollo Sostenible de la ONU. El 5 de febrero de 2016, se convirtió en embajador del Comité de Artistas de la organización Innocence Project, dedicada a la defensa de personas condenadas injustamente. El 14 de agosto de 2017, acompañó como pianista a Mary J. Blige en la canción «Many Rivers to Cross» durante el evento de caridad televisado One Voice: Somos Live! desde Los Ángeles. El concierto, que recaudó 26 millones de dólares, reunió a varios artistas para ayudar a los afectados por desastres naturales en América Latina, especialmente Puerto Rico. El 28 de noviembre de 2017, volvió a colaborar con Bono como pianista y vocalista en el tema «One for My Baby», interpretado en el programa Jimmy Kimmel Live!, en apoyo a RED, fundación que asiste a personas con sida. El 23 de marzo del año siguiente, participó en una transmisión simultánea del Teletón México desde Los Ángeles, donde ofreció una presentación acústica junto con Emmanuel Kelly, refugiado iraquí y exparticipante de The X Factor Australia. Tras el tiroteo en la escuela secundaria Stoneman Douglas de Parkland, en Florida, se reunió con los sobrevivientes y familiares como parte de su compromiso con el Love Button Global Movement, una causa centrada en difundir un mensaje de amor.

### Política

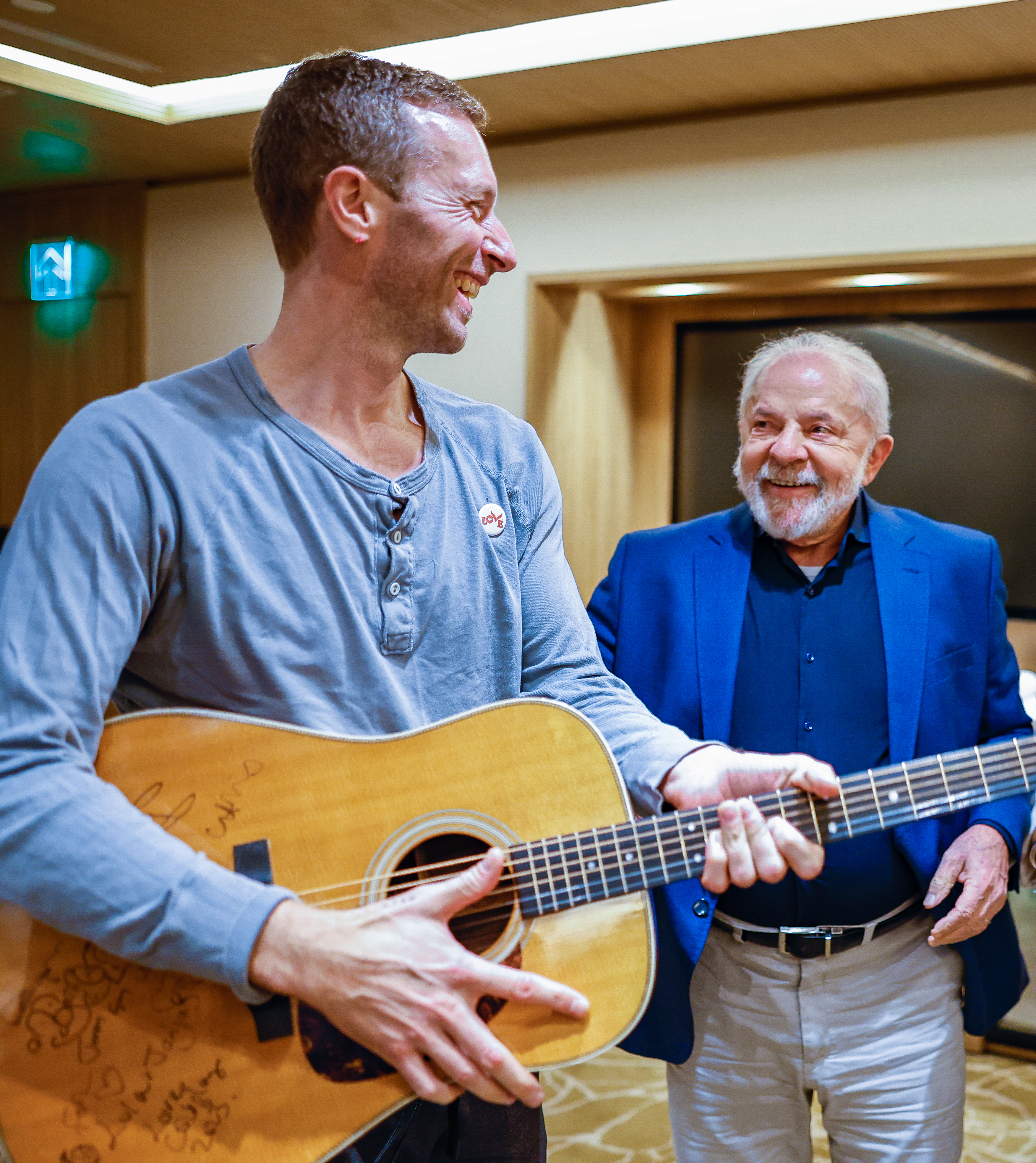
Martin junto al presidente de Brasil, Luiz Inácio Lula da Silva, durante una reunión en Río de Janeiro en marzo de 2023, donde le entregó una guitarra firmada por los integrantes de Coldplay.

Durante el concierto de la organización Teenage Cancer Trust —fundación contra el cáncer adolescente— celebrado el 24 de marzo de 2003 en el Royal Albert Hall de Londres, Martin criticó abiertamente al presidente George W. Bush y a la guerra de Irak, y animó al público a «cantar contra la guerra». A su vez, mostró su apoyo a John Kerry en el marco de los premios Grammy de 2004, cuando Coldplay ganó el galardón a la grabación del año por «Clocks» y aprovechó el momento para pronunciarse a favor del candidato demócrata. El 1 de abril de 2006, The Guardian publicó que el cantante apoyaba al líder del Partido Conservador británico, David Cameron, y que incluso había compuesto una canción para el partido titulada «Talk to David». No obstante, se reveló más tarde que todo formaba parte de una farsa del día de las bromas de abril.
En 2008, respaldó a Barack Obama y lo mencionó al final de una presentación de «Yellow» en el programa Saturday Night Live, emitido el 25 de octubre de ese año. También participó en un video de la campaña Robin Hood Tax, que proponía aplicar un impuesto a las transacciones bursátiles en Estados Unidos como forma de reducir la desigualdad económica entre el sector más rico de la población (el 1 %) y el 99 % restante. En junio de 2016, expresó su apoyo a la opción Remain en el referéndum sobre la permanencia del Reino Unido en la Unión Europea.
Durante su visita a Brasil en marzo de 2023, se reunió con el presidente Luiz Inácio Lula da Silva en Río de Janeiro. En el encuentro, donde le entregó una guitarra acústica firmada por los cuatro integrantes de Coldplay, se abordaron temas relacionados con el cambio climático y el desarrollo sostenible, y se planteó la posibilidad de que la banda participara en la Conferencia de las Naciones Unidas sobre el Cambio Climático de 2025 (COP30), programada para celebrarse en Belém. El mandatario compartió el momento en redes sociales, donde apareció tocando la guitarra junto a su esposa, Rosângela da Silva.

## Vida personal
En 2005, la organización por los derechos de los animales PETA lo eligió como el «vegetariano más sexy del mundo». Sin embargo, volvió a consumir carne tras su separación de la actriz estadounidense Gwyneth Paltrow. En 2012, contó que padecía tinnitus desde los 25 años y lamentó no proteger sus oídos con anticipación: «Cuidar tus oídos es, lamentablemente, algo en lo que no piensas hasta que aparece un problema. He tenido tinnitus durante unos diez años, y desde que empecé a protegerme los oídos no ha empeorado. Pero ojalá lo hubiera pensado antes». Por esa razón, usa tapones con filtro especial o monitores internos personalizados durante los conciertos, y recomendó a sus compañeros de banda que hicieran lo mismo como medida preventiva. Igualmente, pidió a sus hijos que usaran protección en los recitales. Desde entonces, apoya activamente la concientización sobre la pérdida auditiva y colabora con la Royal National Institute for Deaf People (RNID), una fundación enfocada en la comunidad sorda y personas con dificultades para oír.
Martin apoya al Exeter City Football Club. También es ambidiestro. En febrero de 2020, un excompañero de escuela encontró un casete con una pieza instrumental de tres minutos titulada «Electric Thunder», que Martin había compuesto a los 12 años en la Exeter Cathedral School. Tocó los teclados en esa grabación junto a otros estudiantes que integraban un grupo llamado Grandisson Ensemble. El casete se estimó inicialmente en 600 libras esterlinas, pero finalmente se vendió por 840 (unos mil dólares). Según The Times, en mayo de 2023, el músico tenía un patrimonio estimado de 160 millones de libras esterlinas. A comienzos de abril de 2025, habló sobre su experiencia con la depresión para apoyar a quienes pasan por lo mismo. Durante una gira en Hong Kong, grabó un video donde explicó cómo enfrenta esos momentos difíciles.

### Relaciones

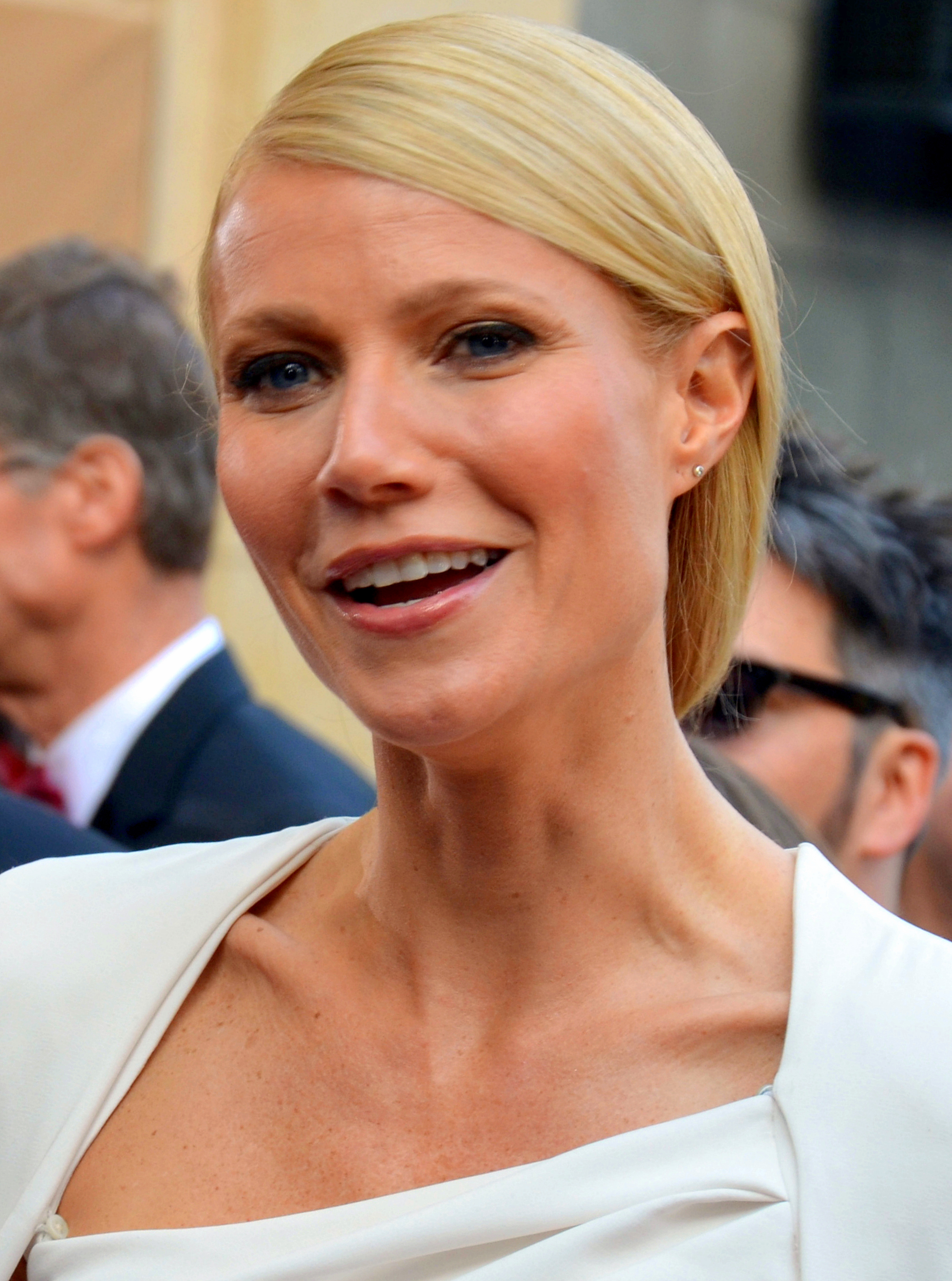
La actriz estadounidense Gwyneth Paltrow (fotografiada en 2012) estuvo casada con Martin durante más de una década y tuvieron dos hijos.

Se cree que Martin tuvo una relación con la productora de eventos en vivo Lily Sobhani en la época del lanzamiento de Parachutes (2000). Se casó con Gwyneth Paltrow el 5 de diciembre de 2003, y en mayo del año siguiente nació su primera hija, Apple, en Londres. En anticipación a su nacimiento, Martin y la banda publicaron un tema titulado «I am your baby's daddy» bajo el nombre artístico The Nappies. La canción «Speed of Sound» también se inspiró en su experiencia al convertirse en padre, y fue el sencillo principal del álbum X&Y. El actor Simon Pegg y Buckland son padrinos de su hija, mientras que Martin es padrino de la hija de Pegg.
Su segundo hijo, Moses, nació en abril de 2006 en Nueva York. Eligieron el nombre por una canción con ese mismo título. En marzo de 2014, Martin y Paltrow anunciaron su separación como una «desvinculación consciente» tras diez años de matrimonio. Paltrow presentó la demanda de divorcio en abril de 2015, la cual se resolvió el 14 de julio del siguiente año.
Entre agosto de 2015 y 2017, Martin mantuvo un noviazgo intermitente con la actriz Annabelle Wallis. Tiempo después, se involucró sentimentalmente con la actriz estadounidense Dakota Johnson, con quien residió en Malibú (California). En 2024, revelaron que estaban comprometidos desde hacía varios años. Sin embargo, diversos medios informaron que, en junio de 2025, la pareja puso fin a su relación de forma definitiva, tras casi ocho años juntos.

## Impacto y legado
Artistas de distintas generaciones, géneros musicales y nacionalidades han citado a Martin como una figura influyente en la música. El cantante irlandés Bono, quien afirmó que «Clocks» le había salvado la vida, lo describió como «un verdadero genio», y Madonna lo calificó como «un gran músico» e «increíblemente talentoso». Según Noel Gallagher, es «uno de los pocos artistas con el "factor X"», y añadió que Oasis no alcanzó mayor proyección internacional porque no contaba con alguien como él en la voz principal. Paul McCartney elogió a Coldplay con la frase good little band, la misma que usaba para referirse a The Beatles. Lady Gaga expresó su admiración por Martin y lo llamó «un músico completamente brillante». Recordó haber «llorado histéricamente» durante un concierto de Coldplay, al escuchar «Fix You», y definió ese momento como uno de los más emotivos de su vida. En sus inicios, también interpretó una versión de «Viva la vida».
Dua Lipa, quien abrió conciertos de Coldplay al principio de su carrera, expresó que «siempre quiso componer una canción con él» y se sintió «extremadamente afortunada» de que colaborara en su álbum debut. Para Harry Styles, es su «mayor ídolo», y valora especialmente su voz, composición, talento musical, carisma y presencia escénica; aseguró: «Si pudiera ser tan talentoso como alguien, sería él, toda la vida». Ed Sheeran afirmó que es uno de sus «héroes musicales» y que su carrera se basó en su discografía. Justin Timberlake calificó al grupo como «The Beatles de los tiempos modernos» y dijo que sueña con grabar un dueto con él. Mencionó además que escucha sus canciones con «devoción» antes de cada show porque mejoran su desempeño en el escenario. Lizzo resaltó su habilidad para emocionar con las letras y le rindió homenaje en la canción «Coldplay», incluida en su álbum Special. En 2023, recibió el Grammy a la grabación del año por «About Damn Time» en manos del propio Martin, quien lo ganó en 2004 con «Clocks».
Jay-Z lo describió como «el Shakespeare de nuestros días» y valoró su talento como artista y compositor. Reveló que «Yellow» representa la canción de amor entre él y Beyoncé, y que esta última incluso le envió a Martin la lista de temas de su presentación en Glastonbury 2011 para saber si él la aprobaba. Taylor Swift, como Gaga, versionó «Viva la vida» al inicio de su carrera, y años más tarde confesó que aceptó participar como asesora en el programa The Voice solo porque Martin había estado involucrado antes. Según contó, su canción «Wildest Dreams» —incluida en su álbum 1989— se inspiró directamente en el estilo melódico de la banda. Para Shakira, es un «artista con visión», alguien que «no se encuentra todos los días». Agregó: «Lo amo, amo sus melodías y su producción. Por eso él y su banda han durado tanto tiempo: nunca decepcionan».
The Independent y Evening Standard lo destacaron como una de las figuras más influyentes del Reino Unido, mientras que American Songwriter lo consideró uno de los «mejores cantantes masculinos» del siglo XXI. La revista Q lo posicionó como el quinto mejor líder de banda de todos los tiempos. En su listado de los mejores vocalistas, Uproxx valoró su presencia escénica, carisma, influencia y capacidad vocal, aunque también hizo hincapié en su apariencia física: «Canta con la seguridad de alguien que sabe que hay una fila de actrices esperando que les toque una serenata al piano». Asimismo, lo describió como «demasiado guapo, demasiado encantador, quizá un poco demasiado emocional... pero siempre en el momento justo».

## Discografía

### Con Coldplay
- Parachutes (2000)
- A Rush of Blood to the Head (2002)
- X&Y (2005)
- Viva la Vida or Death and All His Friends (2008)
- Mylo Xyloto (2011)
- Ghost Stories (2014)
- A Head Full of Dreams (2015)
- Everyday Life (2019)
- Music of the Spheres (2021)
- Moon Music (2024)

### En solitario
| Año  | Canción                                    | Artista                            | Álbum                                  | Participación                         | Ref.    |
| ---- | ------------------------------------------ | ---------------------------------- | -------------------------------------- | ------------------------------------- | ------- |
| 2002 | «Where Is My Boy?»                         | Faultline                          | Your Love Means Everything             | Artista invitado · coautor            | [ 107 ] |
| 2002 | «Your Love Means Everything Part 2»        | Faultline                          | Your Love Means Everything             | Artista invitado · coautor            | [ 107 ] |
| 2002 | «Gold in Them Hills»                       | Ron Sexsmith                       | Cobblestone Runway                     | Piano                                 | [ 251 ] |
| 2003 | «Sliding»                                  | Ian McCulloch                      | Slideling                              | Coros                                 | [ 252 ] |
| 2003 | «Arthur»                                   | Ian McCulloch                      | Slideling                              | Coros · piano                         | [ 252 ] |
| 2003 | «See It in a Boy's Eyes»                   | Jamelia                            | Thank You                              | Coautor · coros · piano               | [ 253 ] |
| 2004 | «Everybody's Happy Nowadays»               | Ash                                | «Orpheus»                              | Coros                                 | [ 254 ] |
| 2004 | «Do They Know It's Christmas?»             | Band Aid 20                        | —                                      | Artista invitado                      | [ 255 ] |
| 2005 | «What Ever Happened to the Cosmic Kid?»    | Varios                             | The Electric Institute                 | Coautor                               | [ 111 ] |
| 2006 | «All Good Things (Come to an End)»         | Nelly Furtado                      | Loose                                  | Coautor                               | [ 256 ] |
| 2006 | «In the Sun»                               | Michael Stipe                      | In the Sun (Gulf Coast Relief)         | Artista invitado                      | [ 257 ] |
| 2006 | «Beach Chair»                              | Jay-Z                              | Kingdom Come                           | Artista invitado · productor          | [ 258 ] |
| 2007 | «Homecoming»                               | Kanye West                         | Graduation                             | Artista invitado · coautor            | [ 113 ] |
| 2009 | «Want»                                     | Natalie Imbruglia                  | Come to Life                           | Coautor · teclados                    | [ 114 ] |
| 2009 | «Dove of Peace»                            | Brüno Gehard                       | Brüno                                  | Artista invitado                      | [ 259 ] |
| 2010 | «Most Kingz»                               | Jay-Z                              | —                                      | Artista invitado                      | [ 260 ] |
| 2010 | «Me and Tennessee»                         | Gwyneth Paltrow · Tim McGraw       | Country Strong                         | Autor                                 | [ 115 ] |
| 2010 | «Halo» (en vivo)                           | Beyoncé                            | Hope for Haiti Now                     | Artista invitado · piano              | [ 261 ] |
| 2012 | «I Don't Want You to Die»                  | The Flaming Lips                   | The Flaming Lips and Heady Fwends      | Artista invitado                      | [ 262 ] |
| 2012 | «Viva la vida» (en vivo)                   | —                                  | 12-12-12: The Concert for Sandy Relief | Artista invitado                      | [ 263 ] |
| 2012 | «Losing My Religion» (en vivo)             | Michael Stipe                      | 12-12-12: The Concert for Sandy Relief | Artista invitado                      | [ 263 ] |
| 2012 | «Us Against the World» (en vivo)           | —                                  | 12-12-12: The Concert for Sandy Relief | Artista invitado                      | [ 263 ] |
| 2014 | «Wish I Was Here»                          | Cat Power · Coldplay               | Wish I Was Here                        | Autor                                 | [ 116 ] |
| 2014 | «Iris (Hold Me Close)»                     | U2                                 | Songs of Innocence                     | Coros                                 | [ 264 ] |
| 2014 | «Do They Know It's Christmas?»             | Band Aid 30                        | —                                      | Artista invitado                      | [ 265 ] |
| 2015 | «True Believer»                            | Avicii                             | Stories                                | Coautor · coros · piano               | [ 266 ] |
| 2015 | «Every Day's Like Christmas»               | Kylie Minogue                      | Kylie Christmas                        | Coautor · coros                       | [ 117 ] |
| 2016 | «Electricity»                              | David Brent                        | Life on the Road                       | Artista invitado                      | [ 267 ] |
| 2017 | «Homesick»                                 | Dua Lipa                           | Dua Lipa                               | Coautor · coros · piano               | [ 268 ] |
| 2018 | «Keep Talking»                             | Rita Ora                           | Phoenix                                | Desconocido                           | [ 270 ] |
| 2019 | «Joyride»                                  | Big Sean                           | —                                      | Artista invitado                      | [ 271 ] |
| 2019 | «Someone That Loves You '19»               | Izzy Bizu                          | Glita                                  | Artista invitado                      | [ 272 ] |
| 2019 | «Heaven»                                   | Avicii                             | Tim                                    | Artista invitado · coautor · teclados | [ 273 ] |
| 2019 | «Stratosphere»                             | Beck                               | Hyperspace                             | Coros                                 | [ 274 ] |
| 2020 | «Sondela Forever»                          | Muzi                               | —                                      | Coautor · productor                   | [ 121 ] |
| 2020 | «Times Like These»                         | Live Lounge Allstars               | —                                      | Artista invitado · piano              | [ 275 ] |
| 2020 | «Monsters You Made»                        | Burna Boy                          | Twice as Tall                          | Artista invitado · coautor            | [ 122 ] |
| 2021 | «Red Love»                                 | Emmanuel Kelly                     | Your Story                             | Productor ejecutivo                   | [ 276 ] |
| 2021 | «Love Is a Mighty River»                   | Merry Clayton                      | Beautiful Scars                        | Coautor                               | [ 123 ] |
| 2022 | «Across the Oceans»                        | Mamak Khadem                       | Remembrance                            | Artista invitado · piano              | [ 277 ] |
| 2022 | «Riptide»                                  | The Chainsmokers                   | So Far So Good                         | Coautor                               | [ 124 ] |
| 2023 | «Queen»                                    | Muzi                               | uMuzi                                  | Artista invitado                      | [ 278 ] |
| 2023 | «Astronaut»                                | Griff                              | Vert1go Vol. 1                         | Piano                                 | [ 279 ] |
| 2024 | «Over You»                                 | Jacob Collier · Aespa              | Djesse Vol. 4                          | Artista invitado                      | [ 280 ] |
| 2024 | «Raze the Bar»                             | Travis · Brandon Flowers           | L.A. Times                             | Coros                                 | [ 281 ] |
| 2024 | «Wandering Talk»                           | Orlando le Fleming · Romantic Funk | Wandering Talk                         | Artista invitado                      | [ 282 ] |
| 2025 | «Ma Meilleure Ennemie» (versión extendida) | Stromae · Pomme · Coldplay         | Arcane League of Legends: Season 2     | Coautor                               | [ 125 ] |

## Filmografía

### Televisión
| Año  | Título               | Papel    | Notas                                         | Ref.   |
| ---- | -------------------- | -------- | --------------------------------------------- | ------ |
| 2006 | Extras               | Él mismo | Temporada 2: Episodio 4                       | [ 72 ] |
| 2010 | Los Simpson          | Él mismo | Temporada 21: Episodio «Million Dollar Maybe» | [ 73 ] |
| 2014 | Saturday Night Live  | Él mismo | Temporada 39: Episodio 764                    | [ 74 ] |
| 2016 | Super Bowl 50        | Él mismo | Espectáculo de medio tiempo del Super Bowl 50 | [ 75 ] |
| 2016 | Barely Famous        | Él mismo | Temporada 2 por canal VH1                     | [ 76 ] |
| 2017 | Modern Family        | Él mismo | Episodio: «Brushes with Celebrity»            | [ 77 ] |
| 2020 | Curb Your Enthusiasm | Él mismo | Temporada 10: Episodio «The Surprise Party»   | [ 78 ] |

### Cine
| Año  | Título                          | Papel            | Notas                       | Ref.   |
| ---- | ------------------------------- | ---------------- | --------------------------- | ------ |
| 2003 | Mayor of the Sunset Strip       | Él mismo         | Cameo en documental musical | [ 79 ] |
| 2004 | Shaun of the Dead               | Él mismo (Zombi) | Cameo                       | [ 80 ] |
| 2009 | Brüno                           | Él mismo         | Cameo                       | [ 81 ] |
| 2012 | Coldplay Live 2012              | Él mismo         | Documental musical          | [ 82 ] |
| 2017 | Avicii: True Stories            | Él mismo         | Documental musical          | [ 84 ] |
| 2018 | The Chainsmokers: Memories      | Él mismo         | Documental musical          | [ 85 ] |
| 2018 | Coldplay: A Head Full of Dreams | Él mismo         | Documental musical          | [ 83 ] |
| 2024 | Camden                          | Él mismo         | Documental musical          | [ 86 ] |
| 2024 | Music by John Williams          | Él mismo         | Documental musical          | [ 88 ] |
| 2024 | Avicii – I'm Tim                | Él mismo         | Documental musical          | [ 87 ] |